# William Odling
William Odling,Miembro de la Royal Society (5 de septiembre de 1829 en Southwark, Londres 17 de febrero de 1921) en Oxford fue un químico inglés que contribuyó con el desarrollo de la tabla periódica.
En los 1860 Odling, como muchos otros químicos, trabajaba en clasificar los elementos, un esfuerzo que finalmente lo llevaría hasta la tabla periódica de los elementos. Estaba intrigado por los pesos atómicos y la ocurrencia periódica de las propiedades químicas. William Odling y Julius Lothar Meyer construyeron tablas similares, pero con mejoras en la tabla original de Dimitri  Mendeléyev. Odling elaboró una tabla de elementos usando unidades repetidas de 7 elementos, la cual tiene una llamativa semejanza a la primera tabla de Mendeléyev. Los grupos son horizontales, los elementos están en orden de crecimiento de masa atómica y hay espacios vacantes para los no descubiertos, en adición a esto, Odling superó el problema de Yodó-telurió y alcanzó a clasificar al Tántalo, Plomo, Mercurio y Platino en los grupos correctos. Algo que Mendeléyev falló hacer en su primer intento.
Odling falló en obtener reconocimiento, sin embargo,se sospecha (Cita requerida) que el, como secretario de la Chemical Society (Entonces llamada Sociedad Química de Londres), fue instrumental en la desacreditar los esfuerzos de John Alexander Reina de Newlands de publicar su propia tabla periódica. Uno que no reconocía la sugerencia que, Odling,hizo en una lectura que dio en la Royal institution en 1855 titulado La Constitución de los Hidrocarburos en la que propuso al metano como un tipo para el carbono (Procedimiento de la Royal institution, 1855, vol 2, p. 63-66) quizá influenciado por el documento de Odling, August kekulé hizo una sugerencia similar en 1857, en un artículo subsecuente más tarde en ese año propuso que el carbono es un elemento tetraequivalente.

## Carrera
Odling se convirtió en profesor de química en el Hospital de San Bartolomé en la Escuela de Medicina del Hospital de San Bartolomé y en demostrador en el Hospital de Guy en la Facultad de Medicina del Hospital de Guy en 1850. Dejando San Bartolomé en 1868 se convirtió en Profesor Fulleriano de Química en la Institución Real donde en 1868 y 1870 fue invitado a pronunciar la Conferencia de Navidad de la Institución Real sobre "Los cambios químicos del carbono" y "Quema y quemar", respectivamente.
En 1872 dejó la Royal Institution y se convirtió en Waynflete Professor of Chemistry y miembro del  Worcester College,  Oxford, donde permaneció aún su jubilación en 1912.
Odling también se desempeñó como miembro (1848–1856), secretario honorario (1856–1869), vicepresidente (1869–1872) y presidente (1873–1875) de la Chemical Society of London, así como censor. (1878–1880 y 1882–1891), Vicepresidente (1878–1880 y 1888–1891) y Presidente (1883–1888) del Instituto de Química.
En 1859 fue nombrado miembro de la Royal Society of London y en 1875 se le concedió un doctorado honorario de la Universidad de Leiden, Holanda.